# Forcipomyia turanorustica
Forcipomyia turanorustica är en tvåvingeart som beskrevs av Remm 1980. Forcipomyia turanorustica ingår i släktet Forcipomyia och familjen svidknott.
Artens utbredningsområde är Uzbekistan. Inga underarter finns listade i Catalogue of Life.